# Гоноцефал Белла
Гоноцефа́л Бе́лла (Gonocephalus bellii) — представник роду Гоноцефалів з родини Агамових.

## Опис
Загальна довжина досягає 47-50 см. Хребетний гребінь складається з декількох рядків збільшеної загостреної луски. Луска середнього рядку найбільш витягнута, має шипоподібну форму, утворює на кшталт тина, особливо висока у самців. Шийний й спинний гребені не відокремлені один від одного. Надочноямкові гребені практично не розвинені. На горлі є поперечна складка шкіри у вигляді нашийника, забарвлена у темніший колір. Луска тулуба з добре розвиненими кілями, різнорідна за розмірами. У забарвленні поєднуються зеленуваті, жовтуваті та бурі тони, які утворюють малюнок з плям різної форми. На хвості є нечіткі поперечні темні смуги. У стані збудження забарвлення стає більш яскравим і контрастним.

## Спосіб життя
Полюбляє рівнинні та гірські тропічні ліси. зустрічається на висоті до 1000 м над рівнем моря. Ховається на стовбурах дерев біля водойм. Харчується членистоногими.
Це яйцекладна ящірка. Самиця відкладає до 15 яєць.

## Розповсюдження
Мешкає у Південному Таїланді, Малайзії та на о. Калімантан.